# قلعه و معبد صخره‌ای کل خرابه
قلعه و معبد صخره‌ای کل خرابه مربوط به هزاره اول - سدهٔ ۷ ه.ق است و در شهرستان اورمیه، بخش سرو واقع شده و این اثر در تاریخ ۱ آذر ۱۳۴۴ با شمارهٔ ثبت ۴۶۳ به‌عنوان یکی از آثار ملی ایران به ثبت رسیده‌است.